# Emil Folta
Emil Folta (* 10. června 1924 – 22. května 1992) byl český fotbalista, brankář, reprezentant Československa.

## Fotbalová kariéra
V československé reprezentaci odehrál roku 1948 jedno utkání (se Švýcarskem), jednou nastoupil i za reprezentační B-mužstvo. V československé lize nastoupil k 129 utkáním. Hrál za Viktorii Plzeň (1946–1948, 1949–1952) a ATK Praha (1948).

## Ligová bilance
| Ročník                                     | Zápasy | Góly | Nuly | Klub              |
| ------------------------------------------ | ------ | ---- | ---- | ----------------- |
| Státní liga 1946/47                        | -      | 0    | -    | SK Viktoria Plzeň |
| Státní liga 1947/48                        | 20     | 0    | 2    | SK Viktoria Plzeň |
| Státní liga 1948                           | -      | 0    | -    | SK Viktoria Plzeň |
| Státní liga 1948                           | 1      | 0    | 0    | ATK Praha         |
| Celostátní československé mistrovství 1949 | -      | 0    | -    | Sokol Škoda Plzeň |
| Celostátní československé mistrovství 1950 | -      | 0    | -    | Sokol Škoda Plzeň |
| Mistrovství československé republiky 1951  | 26     | 0    | 8    | Sokol Škoda Plzeň |
| Mistrovství československé republiky 1952  | 26     | 0    | 4    | ZVIL Plzeň        |
| CELKEM 1. československá liga              | 129    | 0    | -    |                   |